# آبراهام پینئو گسنر
آبراهام پینئو گسنر (انگلیسی: Abraham Pineo Gesner; زاده ۲ مه ۱۷۹۷ – درگذشته ۲۹ آوریل ۱۸۶۴) زمین‌شناس، پزشک و دانشمند اهل کانادا بود. وی مخترع نفت سفید می‌باشد.